# گان (لامو آتول)
گان (به لاتین: Gan) یک منطقهٔ مسکونی در مالدیو است. گان ۳٫۰۸۰ نفر جمعیت دارد.